# Carletonomys
Carletonomys cailoi es un roedor extinto del Pleistoceno (Ensenadense) de la provincia de Buenos Aires, Argentina. Aunque sólo se conoce a partir de un único maxilar (mandíbula superior) con el primer molar, sus rasgos son tan distintivos que se le sitúa en su propio género, Carletonomys. Descubierto en 1998 y descrito formalmente en 2008, forma parte de un grupo bien definido de roedores orizomicinos que también incluye a Holochilus, Noronhomys, Lundomys y Pseudoryzomys. Este grupo se caracteriza por progresivas especializaciones semiacuáticas y una reducción de la complejidad de la morfología molar.
El único molar conocido es de corona alta (hipsodonto) y corona plana (planar) y se distingue por carecer de la cresta que conecta la parte anterior con la parte media del molar, la mure anterior, y por la configuración de otra cresta, la mesolofa. Carletonomys era probablemente herbívoro y vivía en un hábitat húmedo.

## Taxonomía
Carletonomys cailoi fue descubierto en 1998 en un depósito de limo en San Cayetano Partido, sudeste de la provincia de Buenos Aires. El contexto estratigráfico sugiere que esta localidad tiene algo más de 1 millón de años (Edad Ensenadense de los Mamíferos Terrestres Sudamericanos), lo que convierte a Carletonomys en el orizomiceto más antiguo conocido. El único espécimen conocido se encuentra actualmente en las colecciones del Museo de La Plata. En un principio se le denominó del género Noronhomys, que actualmente sólo se conoce de la isla de Fernando de Noronha, al noreste de Brasil, pero en 2008 el mastozoólogo argentino Ulyses Pardiñas lo estableció como el holotipo de un nuevo género y especie de roedor en una publicación en el Journal of Mammalogy. El nombre genérico, Carletonomys, combina el nombre del mastozoólogo estadounidense Michael Carleton con el griego antiguo μυς mys "ratón" y el nombre específico, cailoi, honra al biólogo argentino Carlos "Cailo" Galliari.
El fósil tiene una serie de características que sugieren una relación con un grupo de roedores oryzomyine que incluye la rata de pantano sudamericana Holochilus, sus parientes vivos Lundomys y Pseudoryzomys, y los extintos Noronhomys y Holochilus primigenus.Comparten molares de corona alta (hipsodontos) y varias simplificaciones de la morfología molar, así como otros rasgos que no pueden evaluarse en Carletonomys, que indican especializaciones hacia un estilo de vida semiacuático, es el que muestra mayor similitud con Noronhomys y Holochilus, hasta el punto de que Pardiñas consideró situarlo en cualquiera de estos dos géneros, pero sus rasgos morfológicos distintivos justifican su colocación en un género aparte.
Este grupo de géneros abarca sólo una pequeña parte de la diversidad de la tribu Oryzomyini, un grupo de más de cien especies distribuidas principalmente en Sudamérica, incluyendo islas cercanas como las Galápagos y algunas de las Antillas. Oryzomyini es una de las varias tribus reconocidas dentro de la subfamilia Sigmodontinae, que abarca cientos de especies que se encuentran por toda Sudamérica y hasta el sur de Norteamérica. La propia Sigmodontinae es la subfamilia más grande de la familia Cricetidae, otros miembros de la cual incluyen topillos, lemmings, hámsters y ciervos, todos ellos principalmente de Eurasia y Norteamérica.

## Descripción

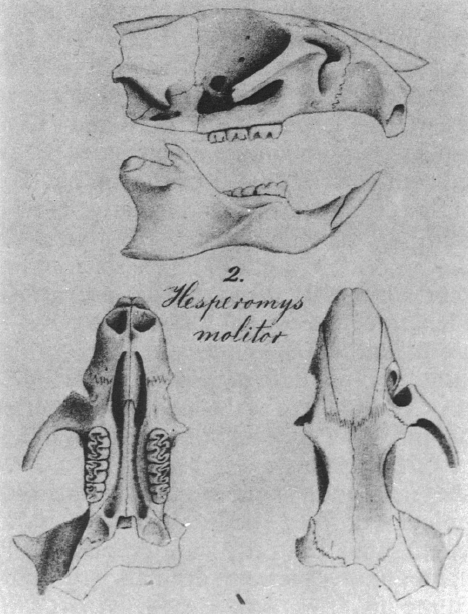
Cráneo de Lundomys molitor, roedor vivo estrechamente emparentado con Carletonomys, con una mandíbula de una especie diferente.

El holotipo es un maxilar superior derecho con el primer molar superior (M1). Está roto por detrás del M1, pero se conserva gran parte de la parte frontal, incluida la placa cigomática, la porción frontal aplanada del arco cigomático (pómulo). La M1 está moderadamente desgastada, lo que indica que procede de un individuo adulto. Con una longitud de la M1 de 3,59 mm y una anchura de 2,53 mm, C. cailoi era uno de los orizomicetos más grandes conocidos, rivalizando únicamente con Lundomys y los extintos Megalomys y "Ekbletomys" antillanos.La altura de la M1 es de 1,37 mm y tiene cuatro raíces, incluyendo una grande delante, otra grande en el lado interno (lingual) y dos más pequeñas en el lado externo (labial). La presencia de una segunda raíz labial es un carácter variable entre los oryzomyines, presente entre otros en Holochilus y Pseudoryzomys pero no en Lundomys. El maxilar muestra pocos caracteres significativos. El margen posterior del foramen incisivo, que perfora el paladar entre los incisivos superiores y los molares, no es visible, lo que sugiere que el foramen era corto, como en Holochilus. La configuración de la placa cigomática muestra rasgos que distinguen a C. cailoi de algunos de sus parientes.
El molar es plano e hipsodonte: las coronas son relativamente altas y las cúspides principales son tan altas como las otras partes de la corona, como en Holochilus. La mayoría de los otros oryzomyines tienen molares bunodont y brachydont, en los cuales las coronas son más bajas y las cúspides son más altas que el resto de la corona.Como en especies estrechamente relacionadas, la parte anterior del molar es relativamente simple, careciendo de un anteroloph, una cresta adicional que está bien desarrollada en la mayoría de los oryzomyines.Un flexo anteromediano poco profundo está presente, dividiendo superficialmente la cúspide anterior (anterocono).Únicamente, la mure anterior, que conecta el anterocono con el resto de la corona, está ausente; aunque esta estructura a veces falta en individuos jóvenes de otros oryzomyines, normalmente se desarrolla como resultado del desgaste en adultos.Las dos cúspides de la parte media del molar, el paracono y el protocono, están ampliamente conectadas. La mure mediana, que conecta el par de cúspides medio con el posterior, está unida a la parte posterior del paracono. Existe un mesolofo completo, que desciende de la mure mediana ligeramente por detrás del paracono.La configuración del complejo paracono-mure mediana-mesolofo es única de Carletonomys.Las dos cúspides posteriores, el hipocono y el metacono, están conectadas en el margen posterior del molar. A diferencia de la mayoría de los oryzomyines, no hay posteroflexus, por lo que el metacono está situado directamente en el margen posterior.

## Ecología
Carletonomys fue encontrado en asociación con restos de otros animales, incluyendo peces, tortugas quelidas, ranas, aves, armadillos, y varios roedores, incluyendo Reithrodon auritus, el coipo (Myocastor), ambos de los cuales todavía viven en la zona, el extinto equimioide Dicolpomys, y caviidos y octodontidos no identificados. C. cailoi vivía probablemente en un hábitat de humedales en condiciones climáticas relativamente cálidas y húmedas. Aunque el escaso material conocido permite hacer pocas inferencias sobre la historia natural del animal, es probable que se alimentara de material vegetal duro, al igual que otras especies emparentadas y morfológicamente similares.